# Victor Grignard
François Auguste Victor Grignard, född 6 maj 1871 i Cherbourg, död 13 december 1935 i Lyon, var en fransk kemist. Han tilldelades Jeckerpriset 1906 och Nobelpriset i kemi år 1912.
Grignard blev professor i Nancy 1909 och i Lyon 1919. Han uppfann en ny metod för genomförande av organiska synteser av till exempel syror, sekundära och tertiära alkoholer med hjälp av ytterst reaktionskraftiga organiska magnesiumföreningar, den så kallade Grignardreaktionen, vilken är en metallorganisk reaktion.